# Banco Nacional da Iugoslávia

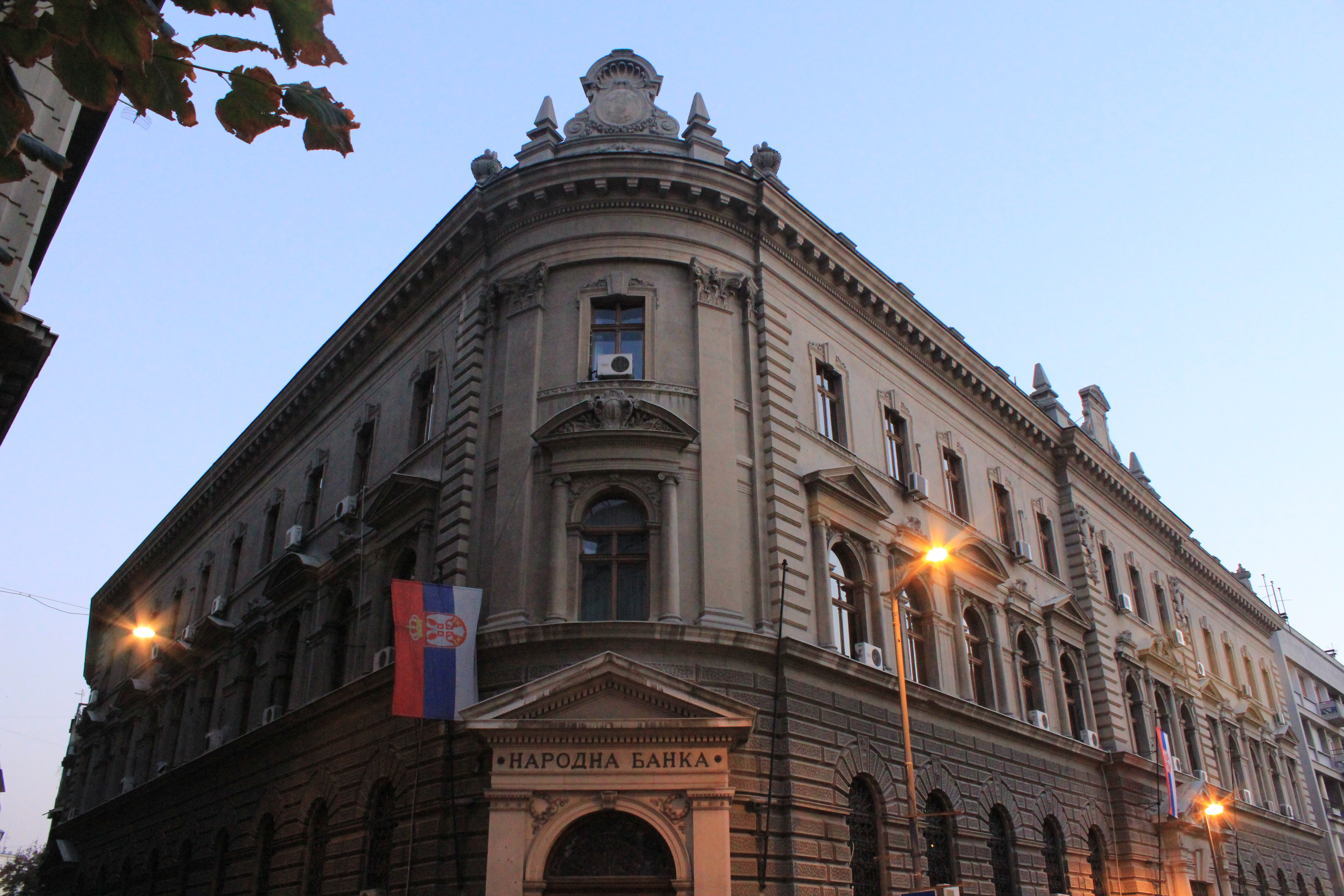
Edifício do Banco Nacional, Belgrado, antiga sede do Banco Nacional da Iugoslávia

O Banco Nacional da Iugoslávia (NBI, em servo-croata: Narodna banka Jugoslavije, NBS) foi o banco central da Iugoslávia, sucedendo o Banco Nacional do Reino da Sérvia em Belgrado em 1920. Foi formalmente conhecido como Banco Nacional do Reino dos Sérvios, Croatas e Eslovenos até 3 de outubro de 1929, e como Banco Nacional do Reino da Iugoslávia desde então até a invasão da Iugoslávia em abril de 1941.
Entre 1941 e 1944, durante a ocupação da Iugoslávia, suas antigas operações foram assumidas pelo Banco Estatal Croata no Estado Independente da Croácia e pelo Banco Nacional Sérvio, controlado pela Alemanha, na Sérvia ocupada, enquanto o restante do território iugoslavo foi anexado à força às zonas monetárias búlgara, alemã, húngara e italiana.
O banco central iugoslavo foi restabelecido em 1945 pelas autoridades comunistas e renomeado Banco Nacional da República Popular Federal da Iugoslávia em 15 de janeiro de 1946, abreviado para Banco Nacional da Iugoslávia em março de 1961. Permaneceu sob esse nome até 4 de fevereiro de 2003, quando foi renomeado para Banco Nacional da Sérvia, com um escopo geográfico reduzido após a dissolução da Iugoslávia.

## Período entreguerras
Em 27 de junho de 1920, a Lei do Banco Nacional do Reino dos Sérvios, Croatas e Eslovenos ratificou a adoção desse novo nome pelo antigo Banco Nacional do Reino da Sérvia e estendeu sua atividade a todo o território do recém-formado Reino dos Sérvios, Croatas e Eslovenos, na sequência de um acordo entre o banco e o governo de 20 de janeiro de 1920 :8  Embora o banco tenha mantido os mesmos acionistas privados do seu antecessor sérvio, esteve sob o controlo efetivo do governo desde o início. :296
Em aplicação do Tratado de Saint-Germain-en-Laye, o Banco Nacional recebeu uma quantidade significativa de ouro em barras do Banco Austro-Húngaro em Viena e assumiu suas filiais nas partes significativas do novo país que faziam parte da monarquia dos Habsburgos, a saber, Eslovênia, Croácia, Voivodina, Bósnia e Herzegovina: estas incluíam Zagreb, Varaždin, Split, Osijek, Liubliana, Maribor, Sarajevo, Mostar, Banja Luka, Zemun, Novi Sad, Veliki Bečkerek, Subotica, Pančevo e Vršac . Entretanto, no início de 1920, um conflito de competência com o Banco Nacional sediado em Zagreb foi resolvido, o que fez com que o novato croata fosse renomeado Slavenska Banka. :157A transição das filiais do Banco Austro-Húngaro só foi concluída em agosto de 1921, e a transferência de ouro no final de 1922. :157-158
A transição monetária foi igualmente complexa. Imediatamente após a guerra, grande parte do país ainda usava a coroa austro-húngara, temporariamente renomeada como coroa iugoslava, em vez do dinar iugoslavo. A troca de coroas por dinares era complexa e demorada. Em uma primeira fase, que começou 1 de fevereiro de 1920 e terminou em 3 de junho de 1920, as notas de coroa austro-húngara carimbadas foram trocadas por novas notas denominadas em dinares e coroas, com uma nova proporção de quatro coroas para um dinar, o que permitiu que a coroa renomeada mantivesse o status de moeda com curso legal. Em 1921, o conceito de moeda com dois nomes foi abandonado e outra bolsa substituiu as notas de dinar-coroa por outras denominadas exclusivamente em dinar, :7 após o que a coroa acabou por perder o estatuto de moeda com curso legal em 1 de janeiro de 1923 :155, 162 A transição mal organizada foi marcada por fraudes generalizadas, uma vez que as notas de coroa impressas na Hungria foram importadas de contrabando para a Iugoslávia. :154-156
Em 1930, o banco construiu uma nova instalação para a produção de notas e moedas no bairro de Topčider, em Belgrado.  Em maio de 1931, aderiu finalmente ao padrão de câmbio ouro e a sua governação foi simultaneamente reorganizada, transferindo praticamente qualquer controlo residual dos acionistas privados para o governo. :15 Nessa altura, os maiores accionistas do banco eram os bancos e não os indivíduos, bem como as agências governamentais, embora a participação agregada destas últimas estivesse limitada a um quinto do capital social total. :30
Imediatamente depois, a Jugoslávia foi severamente afectada durante a crise bancária europeia de 1931.  A política comunitária desempenhou um papel importante na reação política. No final de 1930, nenhum dos doze maiores bancos da Jugoslávia, que no seu conjunto representavam metade dos activos totais do sistema, tinha sede na Sérvia (ou Montenegro): oito estavam em Zagreb, efectivamente o centro financeiro do país, apesar da presença de grandes instituições de crédito estatais em Belgrado, três em Liubliana e uma em Sarajevo. :15  Perante uma grande turbulência, o Banco Nacional negligenciou qualquer preocupação com a sobrevivência destes bancos “não sérvios” e anunciou em 8 de agosto de 1931 que não concederia qualquer novo financiamento a qualquer banco, concentrando-se em vez disso na defesa da moeda. :19 Isto levou todos os bancos nacionais, que estavam enfraquecidos pelos investimentos ilíquidos em empresas industriais :38 e a partir de Abril de 1932 por uma moratória imposta pelo governo ao pagamento da dívida agrícola, :viii  para um estado de insolvência de facto que durou essencialmente até à Alemanha em 1941, embora os bancos com investimento estrangeiro tenham tido melhores resultados graças ao apoio financeiro externo. :viii
Em maio de 1939, após a invasão italiana da Albânia no mês anterior e a ocupação anterior da Tchecoslováquia pela Alemanha Nazista, o Banco Nacional transferiu a maior parte das suas reservas de ouro para a segurança do Banco de Inglaterra e do Banco da Reserva Federal de Nova Iorque. :177 Na segunda metade de 1940, o Banco Nacional, cujo capital era detido desde a sua criação na década de 1880 por cerca de vinte famílias de comerciantes sérvios, :157 foi nacionalizada, através de uma injeção de capital, após a qual as instituições estatais passaram a deter 52 por cento do seu capital social, financiado por obrigações emitidas pelo Banco Hipotecário Estatal da Iugoslávia. :181

## Segunda Guerra Mundial

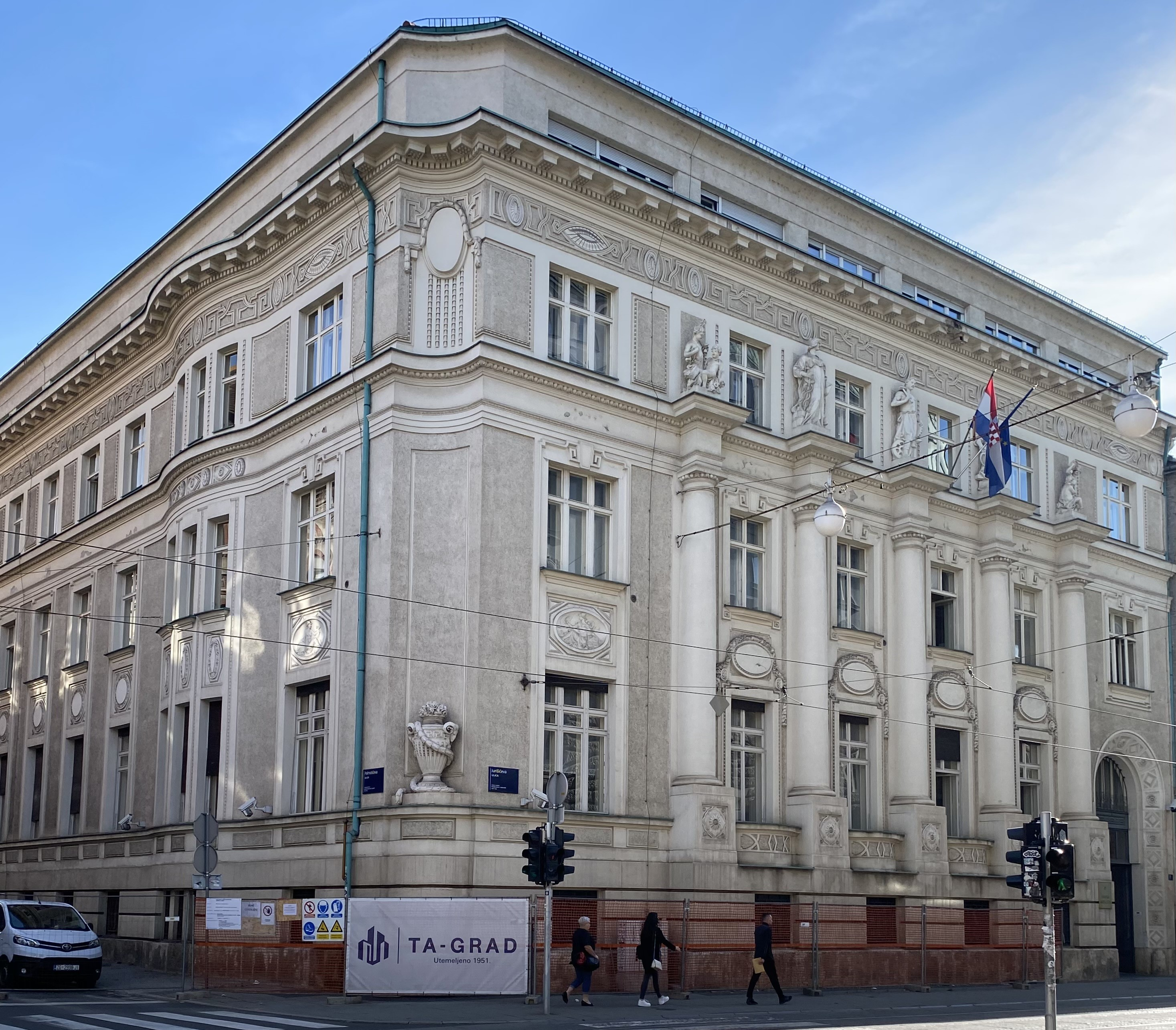
Edifício em Jurišićeva Ulica 17, originalmente a antiga filial de Zagreb do Banco Austro-Húngaro que se tornou a sede do Banco Estatal Croata durante a guerra

Em 29 de maio de 1941, um decreto das autoridades de ocupação alemãs pronunciou a liquidação do Banco Nacional, que foi substituído dois dias depois pelo Banco Nacional Sérvio.  As forças de ocupação confiscaram 11 toneladas de ouro dos cofres do banco, apenas uma fração das 53 toneladas que tinham sido transferidas para um local seguro no estrangeiro durante os dois anos anteriores. :299 O oficial pró-nazista Milan Radosavljević, que havia sido reconduzido ao cargo de governador em dezembro de 1940, :34 manteve a sua posição na nova entidade, embora não tivesse independência sob o controlo de dois funcionários alemães mais poderosos, o Agente Geral para os Assuntos Económicos e o Comissário Bancário. :xiii A atividade do Banco Nacional Sérvio foi principalmente orientada para o financiamento do governo colaboracionista. :105
O governo iugoslavo no exílio imediatamente emitiu um decreto privando Radosavljević de seu cargo e nomeou Dobrivoje Lazarević como governador. Ao contrário de outros governos no exílio, contudo, não combinou estas ações com o estabelecimento de uma estrutura administrativa para o banco central em território estrangeiro. :82  Os partisans iugoslavos não tinham autoridade monetária própria e usavam oportunisticamente moedas diferentes em locais diferentes. :563
As operações do Banco Nacional no Estado Independente da Croácia foram assumidas pelo Banco Estatal Croata, estabelecido em Zagreb em 10 de maio de 1941 . :85 A principal atividade do Banco do Estado era financiar o governo do Estado, cuja capacidade de arrecadar receitas fiscais era severamente limitada pelas circunstâncias da guerra. :88 Tinha filiais em Banja Luka, Dubrovnik, Karlovac, Mostar, Osijek, Sarajevo, Varaždin e Zemun, a maioria das quais foram adquiridas do Banco Nacional da Iugoslávia. :87
Outras partes da Iugoslávia desmembrada ficaram sob a autoridade monetária do Reichsbank (por exemplo, Carníola do Norte), Banco da Itália (por exemplo, Dalmácia, Governadoria de Montenegro), Banco Nacional Húngaro (por exemplo, Banato), Banco Nacional da Albânia (por exemplo, Kosovo) e Banco Nacional Búlgaro (a maior parte da Macedônia). :xiii-xiv
Em novembro de 1944, depois que Belgrado foi tomada pelos Partisans, o Banco Nacional Sérvio foi liquidado. Em Fevereiro de 1945, as autoridades comunistas demitiram os funcionários do Banco Nacional no exílio. :200 As novas notas de dinar iugoslavo, impressas na União Soviética, foram introduzidas de 20 de abril de 1945 a 9 de julho de 1945.

## Era comunista

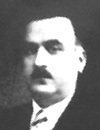
Tanasije Zdravković foi o primeiro governador do Banco Nacional da era comunista, nomeado no final de 1945

A era da República Socialista Federativa da Iugoslávia foi marcada por frequentes reformas do sector financeiro, que exibiram toda a gama de opções, desde a descentralização radical até à centralização mais extrema, espelhando facções políticas por vezes rotuladas respectivamente como "pluralistas" e "monistas", :366 mesmo que todo o setor fosse continuamente estatal. Em 1945, as autoridades comunistas criaram seis novos bancos regionais estatais nas repúblicas recentemente estabelecidas. :361 Em 12 de outubro de 1946, um decreto governamental estabeleceu formalmente o Banco Nacional da República Popular Federativa da Iugoslávia.  A partir dessa altura, todos os bancos existentes foram liquidados e as suas operações preservadas foram assumidas pelo Banco Nacional ou pelo Banco Estatal de Investimento da Iugoslávia, :2 que por sua vez foi incorporado ao Banco Nacional em 1952. :747 De 1952 a 1955, a Iugoslávia exibiu um sistema monobancário puro, no qual o Banco Nacional era o único intermediário financeiro para todo o país.
A partir de 1955, o quadro monobancário foi suavizado com o restabelecimento dos bancos comunitários (locais) e dos bancos especializados. :3 Este último incluía o Banco Iugoslavo de Comércio Exterior (1955, mais tarde conhecido como Jugobanka), Banco de Investimento Iugoslavo (1956, mais tarde conhecido como Investbanka), e Banco Agrícola Iugoslavo (1958), :362 complementado em 1978 com o Banco Iugoslavo para a Cooperação Econômica Internacional. :4 Em 1961-1962, foram criados “bancos regionais” em cada uma das seis repúblicas do país. :3 Em 1965, foi introduzida mais liberdade para criar bancos de investimento e bancos comerciais, o que erodiu ainda mais o domínio esmagador do Banco Nacional. :3, 6 Como consequência, muitos novos bancos foram criados nas décadas de 1960 e 1970, incluindo “bancos internos” não depositários (braços financeiros de empresas e outros organismos públicos) e “bancos básicos” depositários. :107  Entre estes, Beobanka e Beogradska banka tornaram-se os bancos dominantes do sistema, juntamente com o Jugobanka e o Investbanka, mas todos teriam de ser liquidados em 2002, depois de terem sido considerados insolventes, juntamente com 80 por cento do que restava do sector bancário iugoslavo. 
Em 1971-1972, uma grande reforma resultou no estabelecimento de um "sistema de bancos nacionais" com o NBI em seu centro. Um "Banco Nacional" separado foi criado em cada uma das seis Repúblicas do país e nas duas Províncias Autônomas, formando um sistema integrado juntamente com o NBI, :103 com um Conselho de Governadores composto pelos respectivos chefes do NBI e dos oito Bancos Nacionais subfederais. Estas últimas eram instituições autónomas ao abrigo da lei das suas respectivas jurisdições subfederais. :4
O quadro político foi associado a uma perda cada vez mais dramática de controlo sobre a inflação, que atingiu uma média anual de 17,5 por cento durante a década de 1970 e de 75 por cento na década de 1980, :3 e um regime hiperinflacionário até o final de 1989. :iii O Banco Nacional acumulou perdas macroeconómicas significativas durante esse período. 

## Desintegração da Iugoslávia
Em Janeiro de 1991, foi revelado que o Parlamento da República Jugoslava da Sérvia tinha aprovado uma legislação secreta que obrigava os respectivos Bancos Nacionais da Sérvia, do Kosovo e da Voivodina a fornecerem 1,8 mil milhões de dólares em financiamento sem a aprovação ou conhecimento do governo federal, numa violação flagrante do quadro legal do sistema monetário jugoslavo, que foi descrito como "roubo às outras repúblicas" e "um acto espantoso de sabotagem económica".  Este evento acelerou a dissolução da Iugoslávia, durante a qual os respectivos Bancos Nacionais da Bósnia e Herzegovina, Croácia, Macedônia e Eslovênia deixaram o sistema centrado no NBI e se tornaram bancos centrais totalmente independentes para seus respectivos países. No final de 1992, todas as quatro repúblicas tornaram-se membros do Fundo Monetário Internacional, assim como a restante Jugoslávia, que entretanto se tinha renomeado República Federal da Iugoslávia.  Em 1993, os respectivos Bancos Nacionais do Kosovo, Montenegro, Sérvia e Voivodina foram novamente incorporados no NBI. 
Em Novembro de 1999, a Missão de Administração Provisória das Nações Unidas no Kosovo criou a Autoridade Bancária e de Pagamentos do Kosovo em Pristina,  que em 2010 se tornou o Banco Central do Kosovo.  Em Março de 2001, o Banco Central do Montenegro foi criado na sequência da legislação aprovada no ano anterior, embora já não tivesse um papel independente na política monetária após a adopção unilateral pelo Montenegro do marco alemão como única moeda com curso legal a partir de 1 de janeiro de 2001  Em fevereiro de 2003, o Banco Nacional da Iugoslávia, que não tinha mais autoridade monetária sobre Kosovo ou Montenegro, foi renomeado para Banco Nacional da Sérvia.

## Edifícios
O Banco Nacional manteve sua sede no Edifício do Banco Nacional, em Belgrado, originalmente construído para o Banco Nacional do Reino da Sérvia em 1890, e expandido entre 1922 e 1925 com base em projetos do arquiteto original, Konstantin Jovanović. Em 1920, assumiu diversas antigas filiais do Banco Austro-Húngaro. Em seguida, desenvolveu um programa de construção de novas filiais, confiado ao arquiteto Bogdan Nestorović, dos quais os mais proeminentes foram os de Dubrovnik, Karlovac, Kragujevac, Mostar, Šabac e Skopje.  Este último foi construído em um local muito proeminente, no local onde o Museu da Luta da Macedônia foi erguido em 2008-2011.
Na era comunista, o Banco Nacional assumiu as propriedades anteriores de todos os bancos existentes no país. Por exemplo, a ala sudoeste do Correio Geral de Belgrado, que havia sido erguida como sede da Poštanska štedionica no final do período entreguerras, foi usada pelo Banco Nacional de 1946 a 2006, após o que se tornou a sede do Tribunal Constitucional da Sérvia. Muitos desses edifícios foram posteriormente realocados, seja para bancos recém-criados ou para outras organizações.

Na década de 1970, alguns dos "bancos nacionais" recém-criados no nível de repúblicas individuais ou províncias autônomas encomendaram novos edifícios, principalmente em Pristina e Escópia, enquanto outros se apropriaram de propriedades existentes, como o Banco Nacional da Eslovênia na antiga sede do Banco de Crédito de Liubliana, o Banco Nacional da Bósnia e Herzegovina no antigo prédio da agência do Banco Hipotecário Estatal da Iugoslávia em Sarajevo, e o Banco Nacional da Croácia no antigo prédio da bolsa de valores em Zagreb.

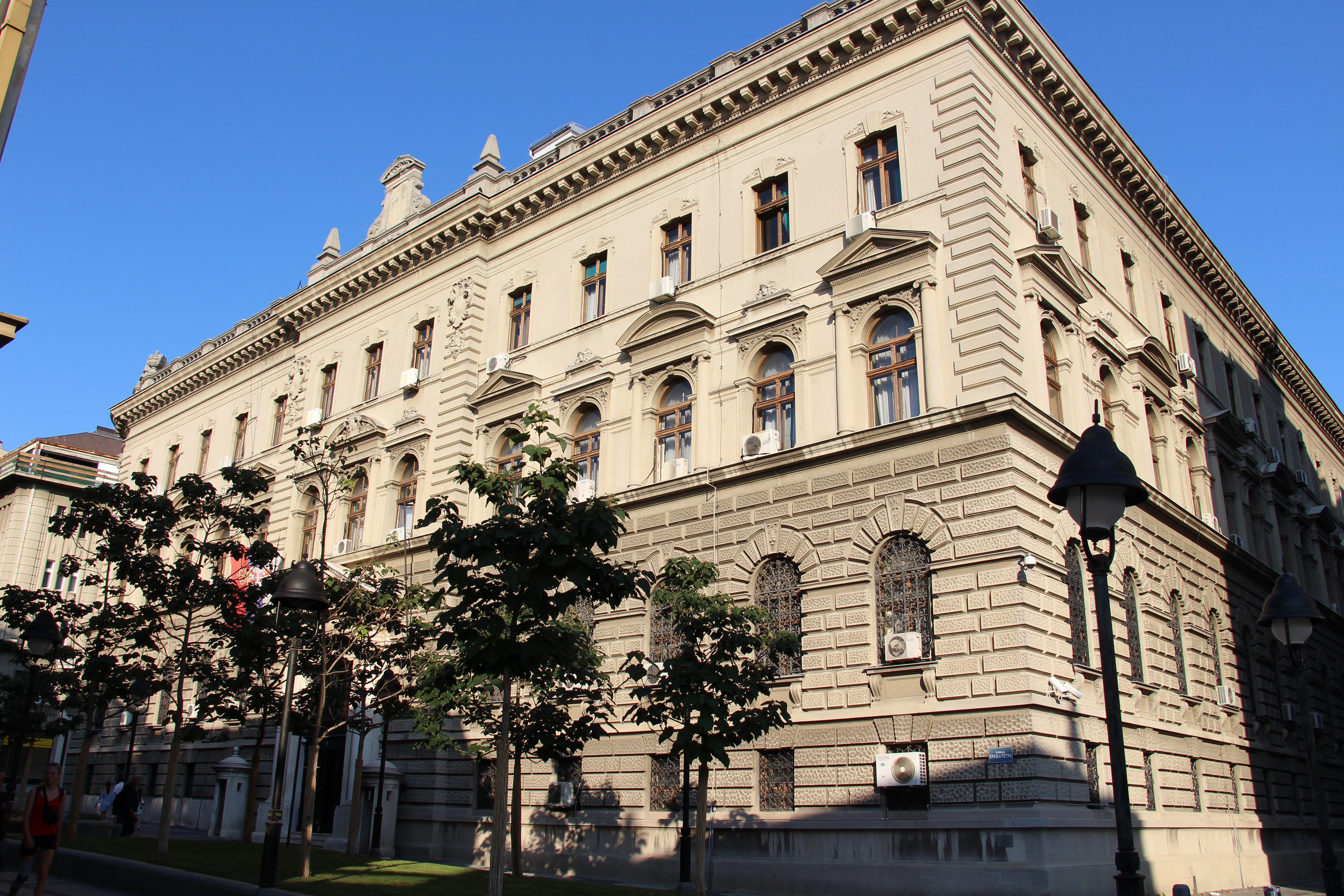
Ampliação do edifício do Banco Nacional, em Belgrado, em meados da década de 1920
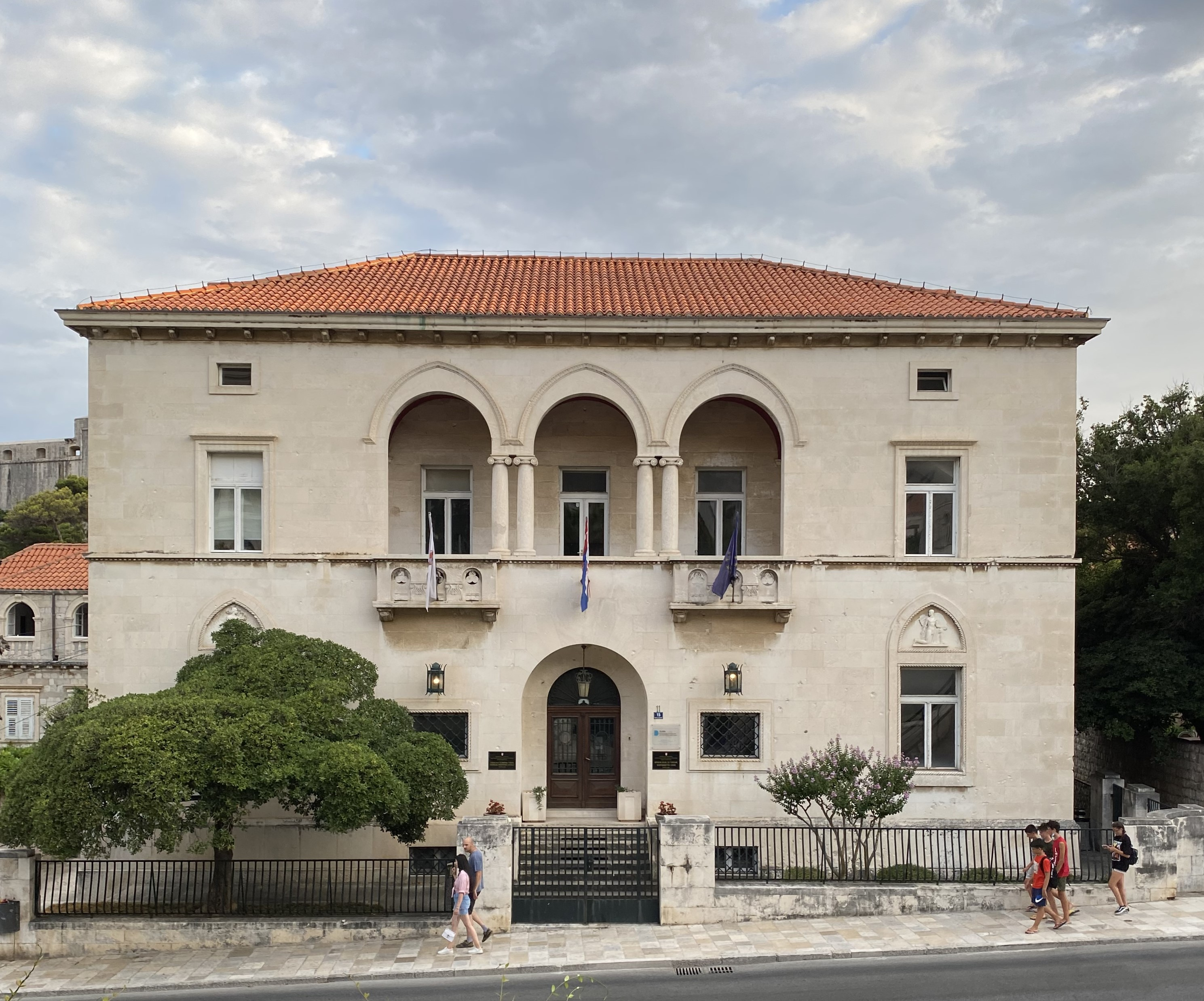
Antiga filial em Dubrovnik, concluída em 1936
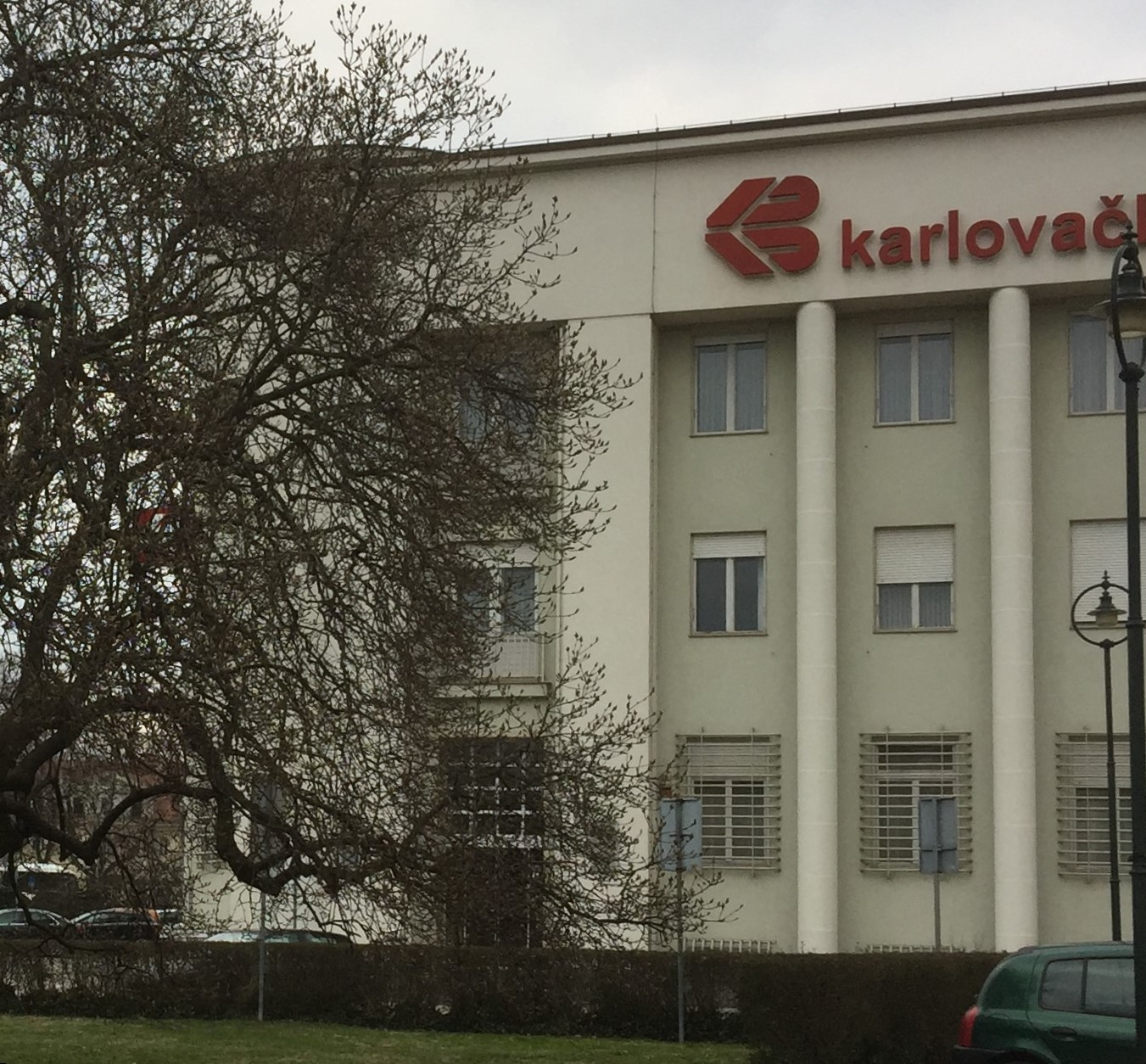
Antiga filial em Karlovac, concluída em 1940
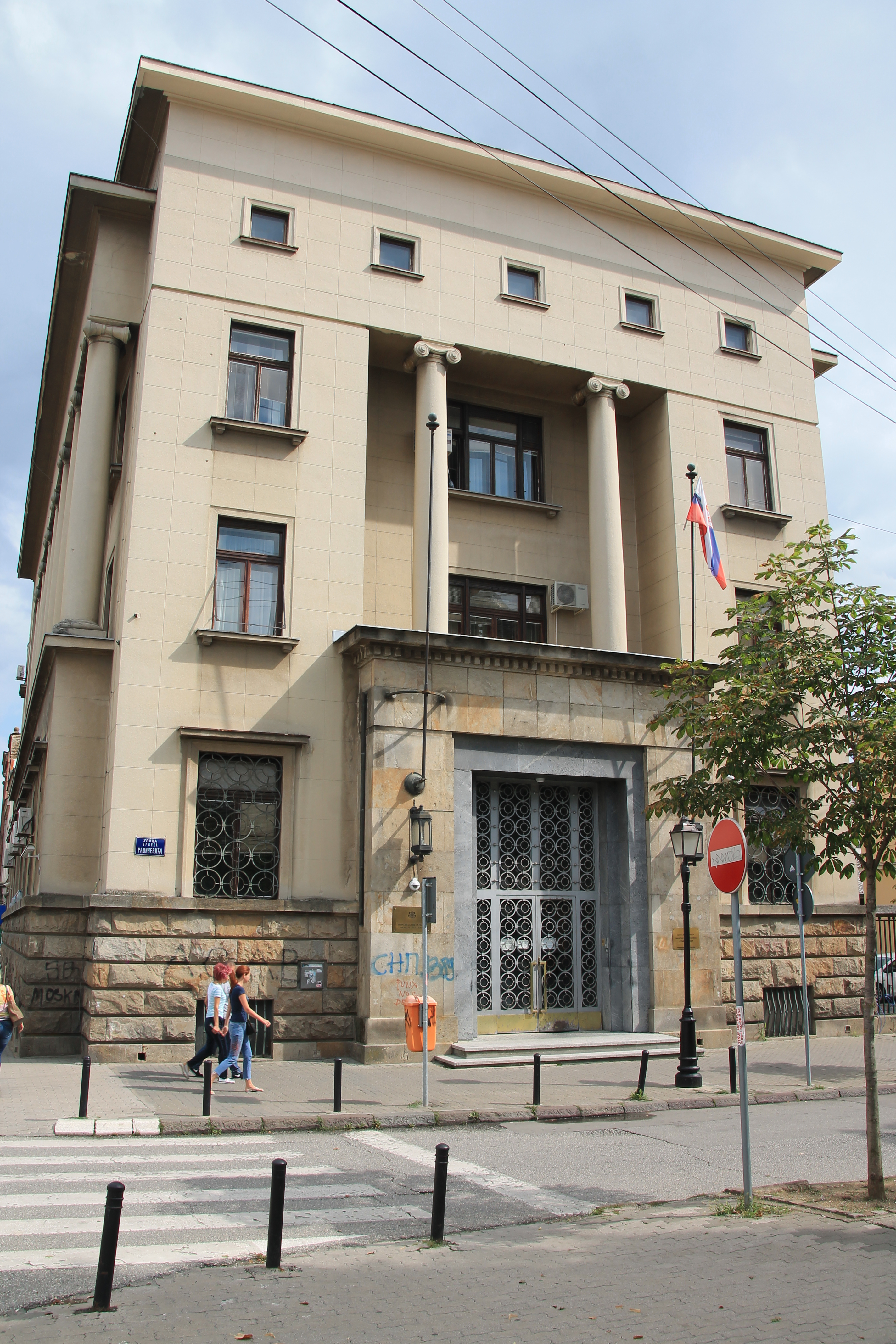
Antiga filial em Kragujevac, concluída em 1940
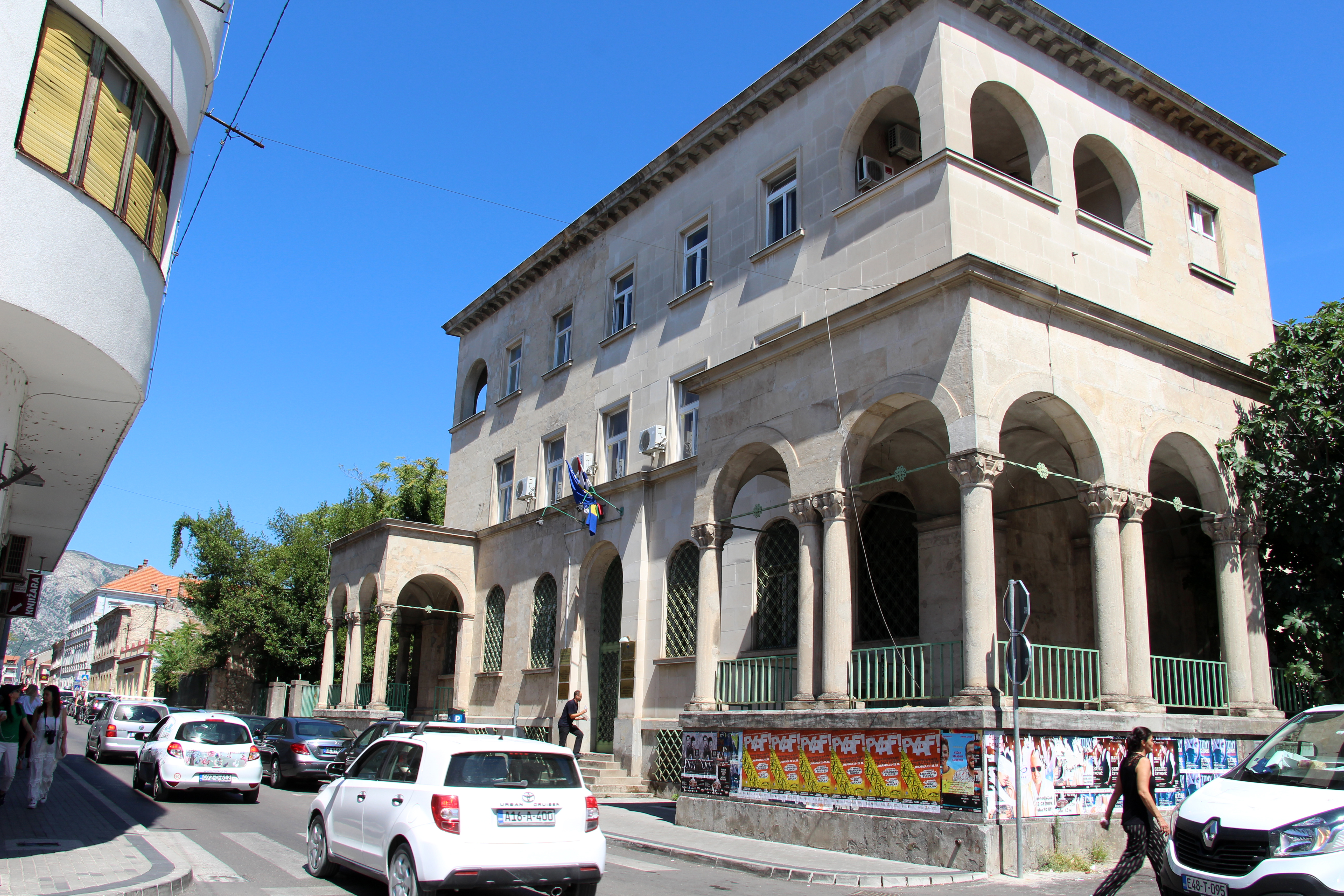
Antiga filial em Mostar, concluída em 1937
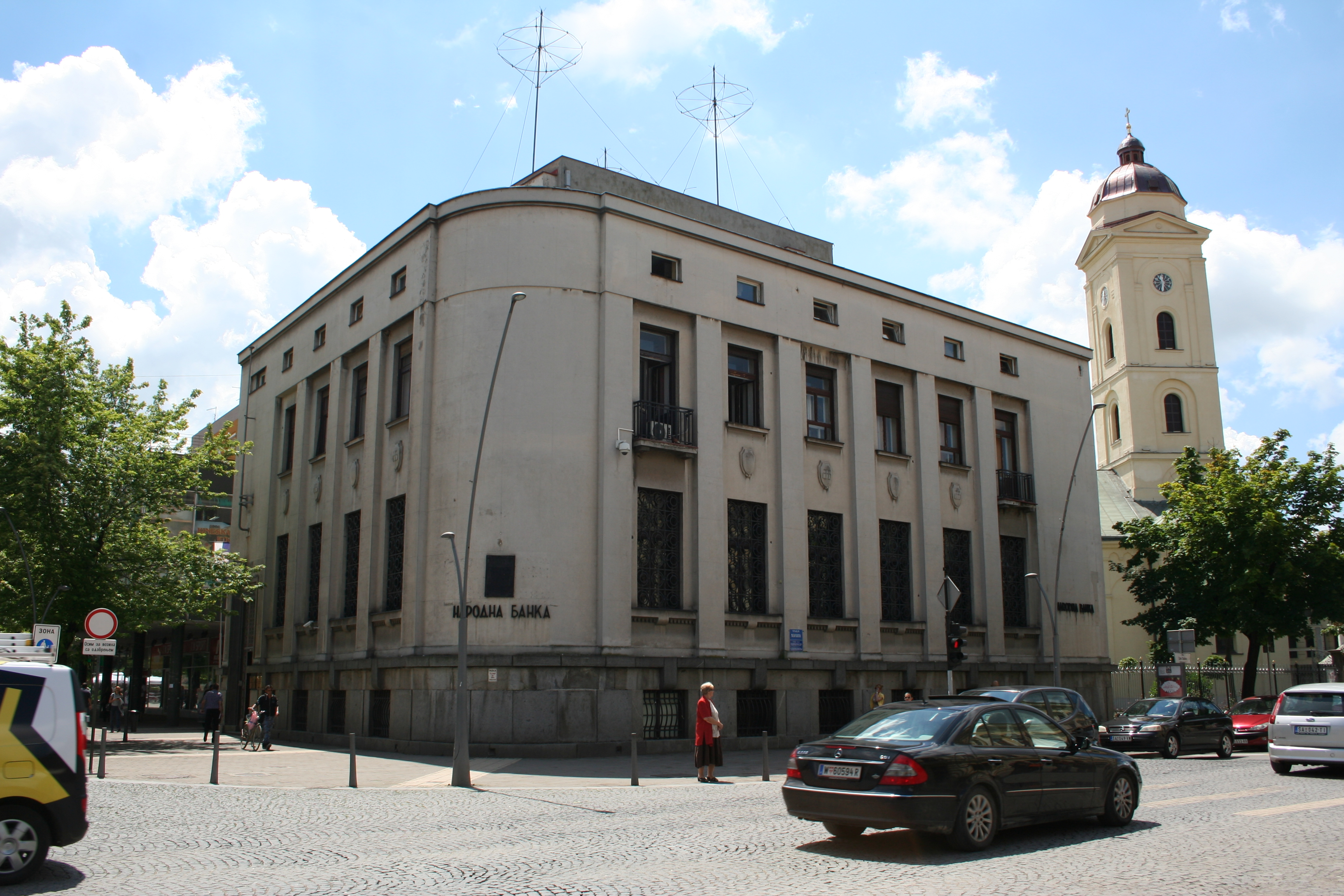
Antiga filial em Šabac, concluído em 1938
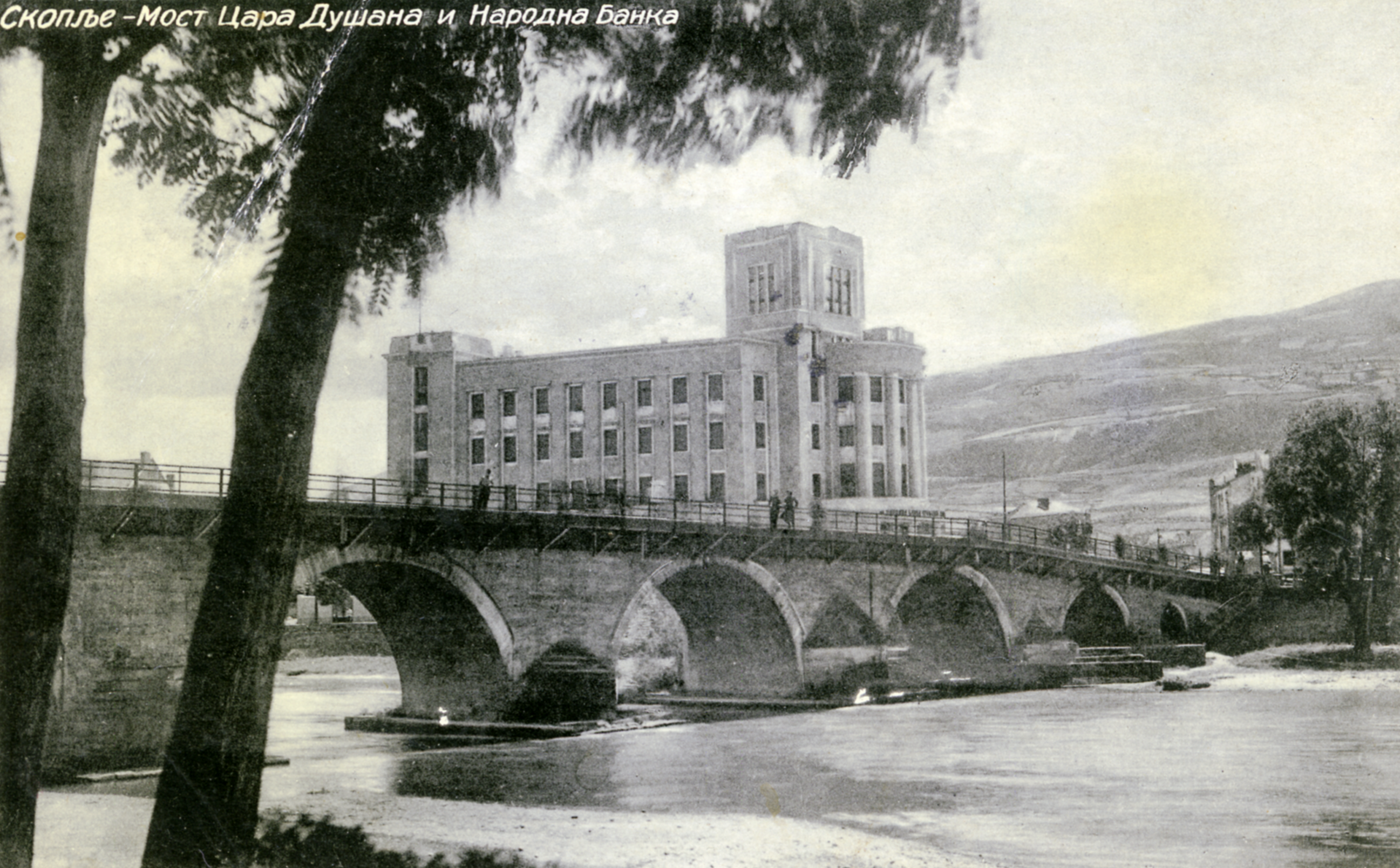
Antiga filial em Skopje, concluída em 1933; ilustração anterior a 1963
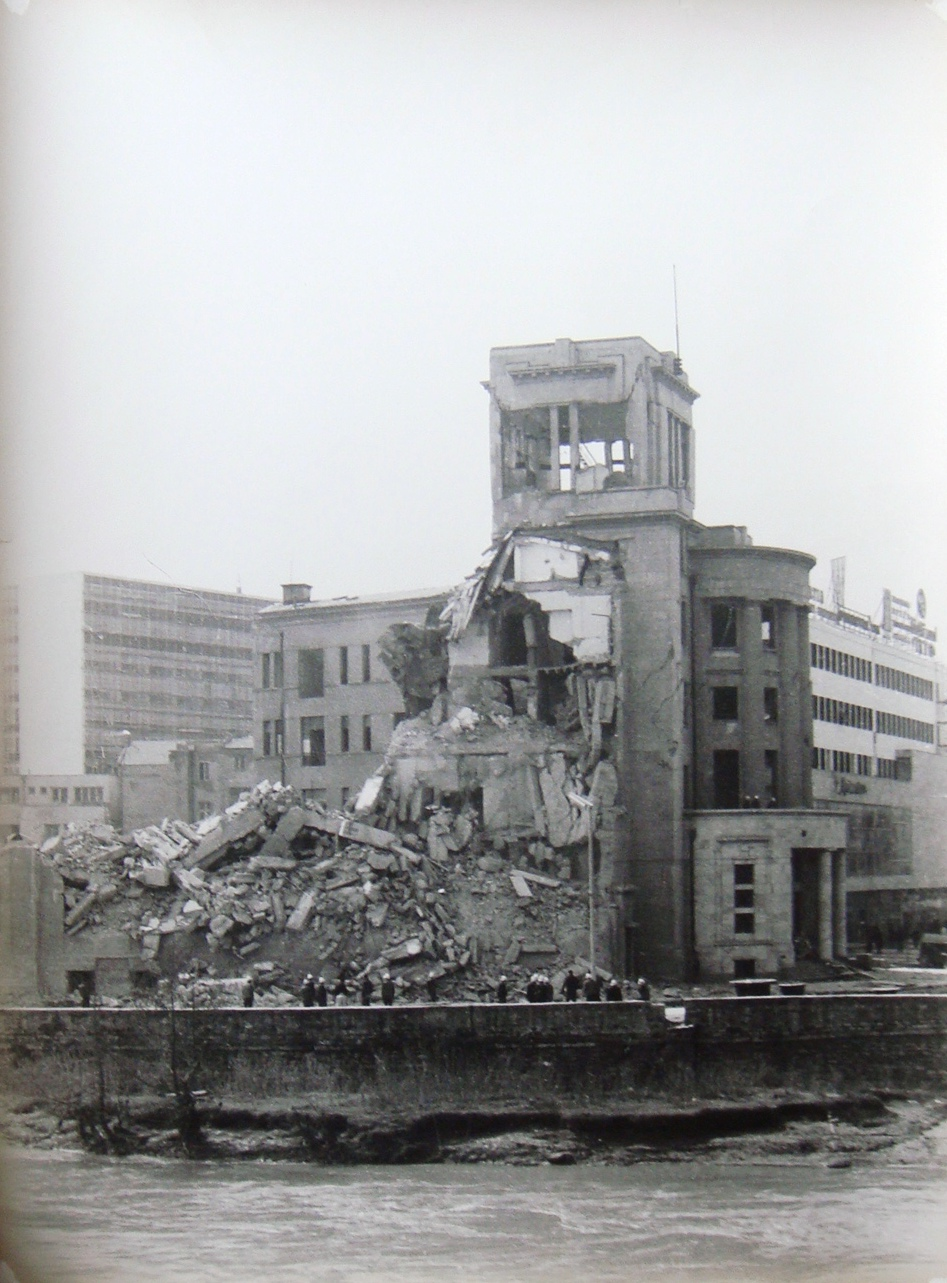
O mesmo edifício, destruído pelo terremoto de Skopje em 1963
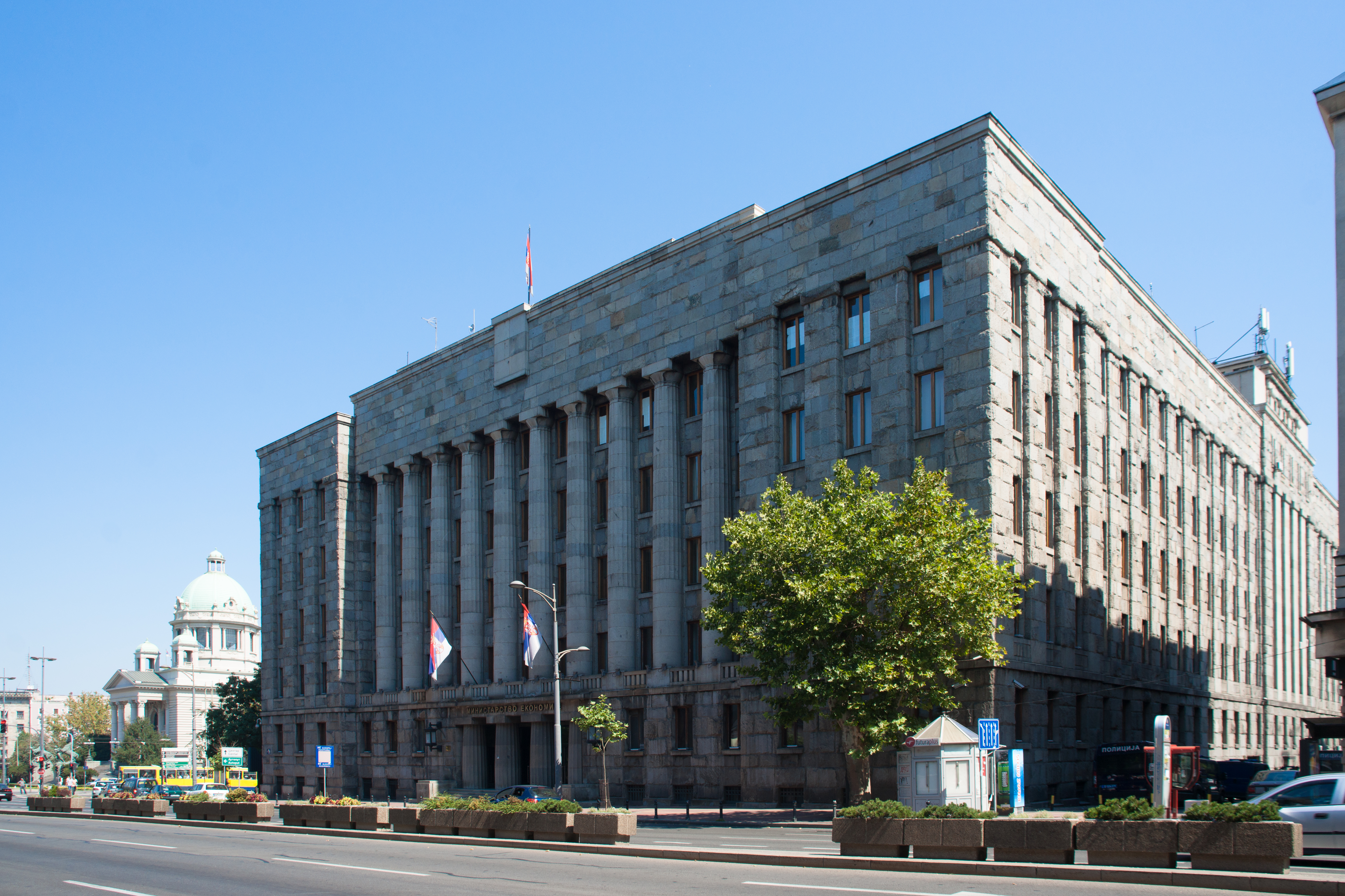
Ala sudoeste do Correio Geral, Belgrado, sede do Banco Nacional da Sérvia 1972-1993
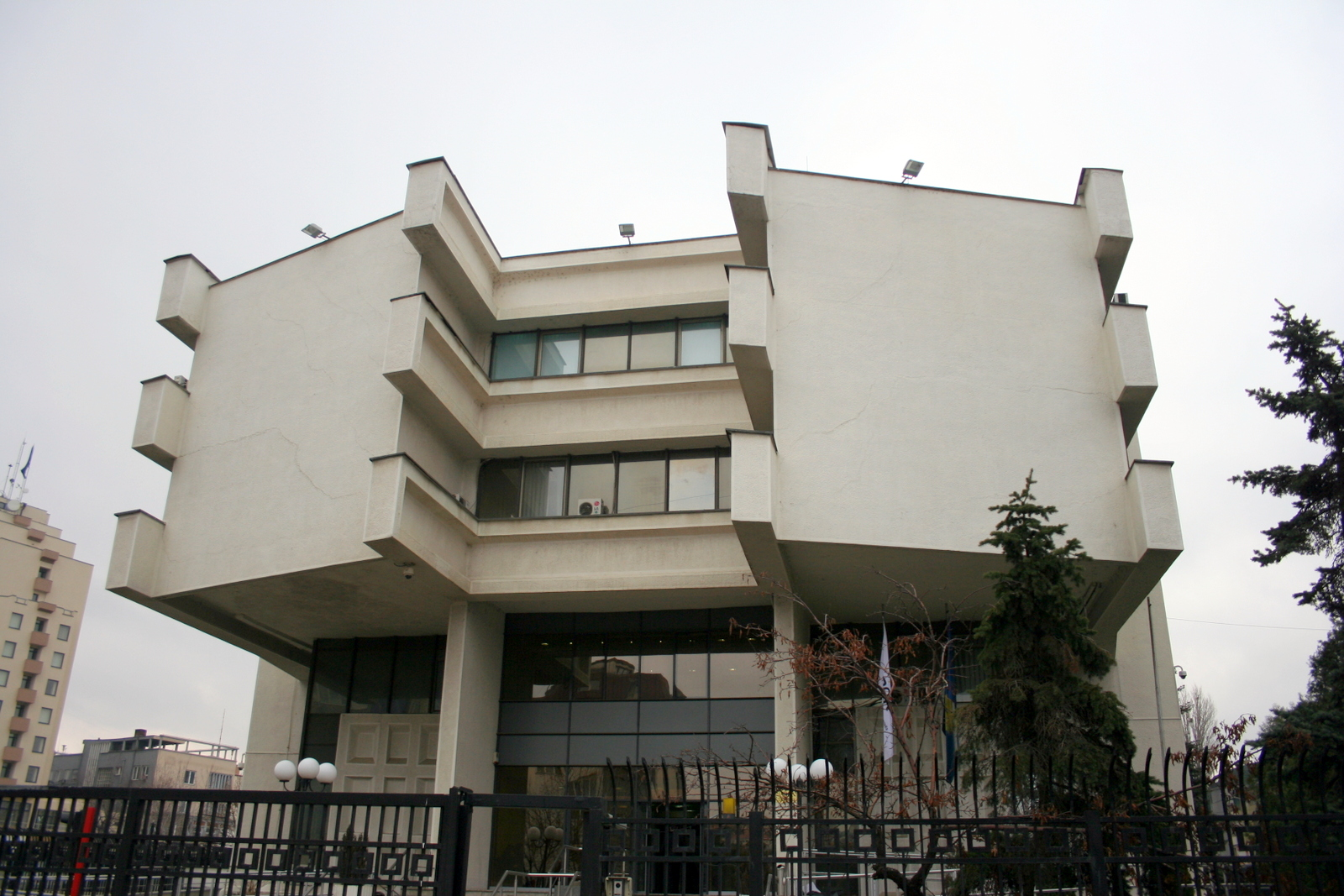
Edifício do Banco Nacional do Kosovo em Pristina
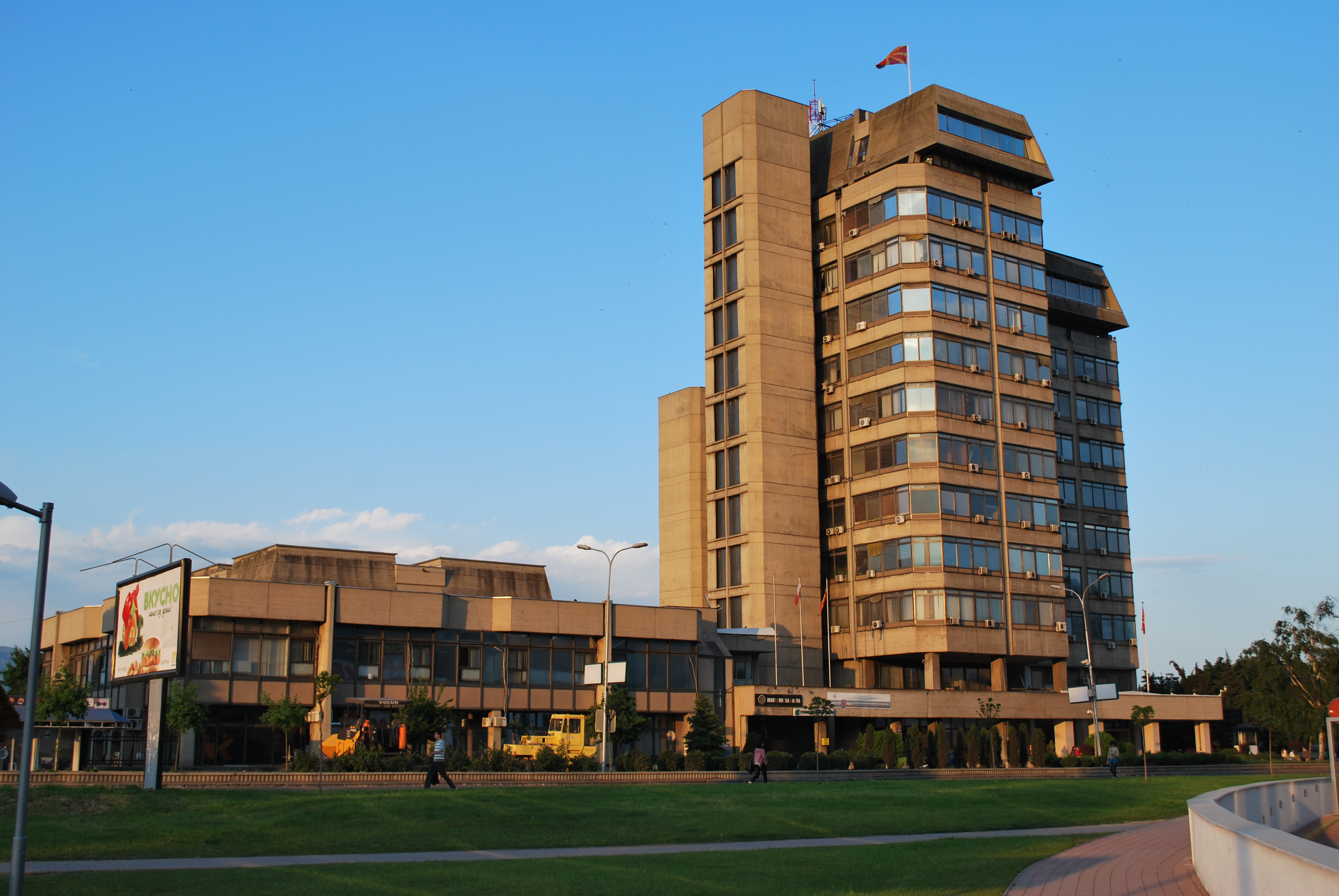
Edifício do Banco Nacional da Macedônia em Skopje

## Governadores

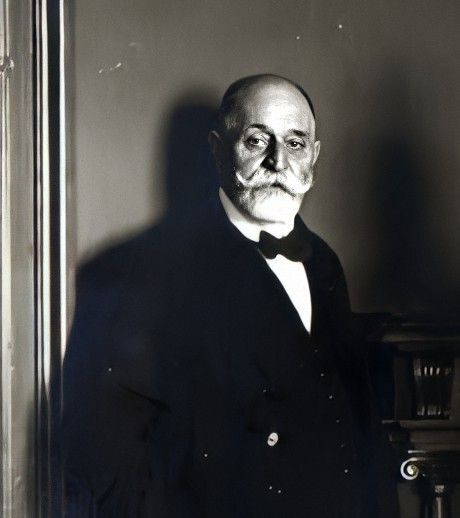
Đorđe Vajfert, último governador do Banco Nacional do Reino da Sérvia e primeiro governador do Banco Nacional da Iugoslávia

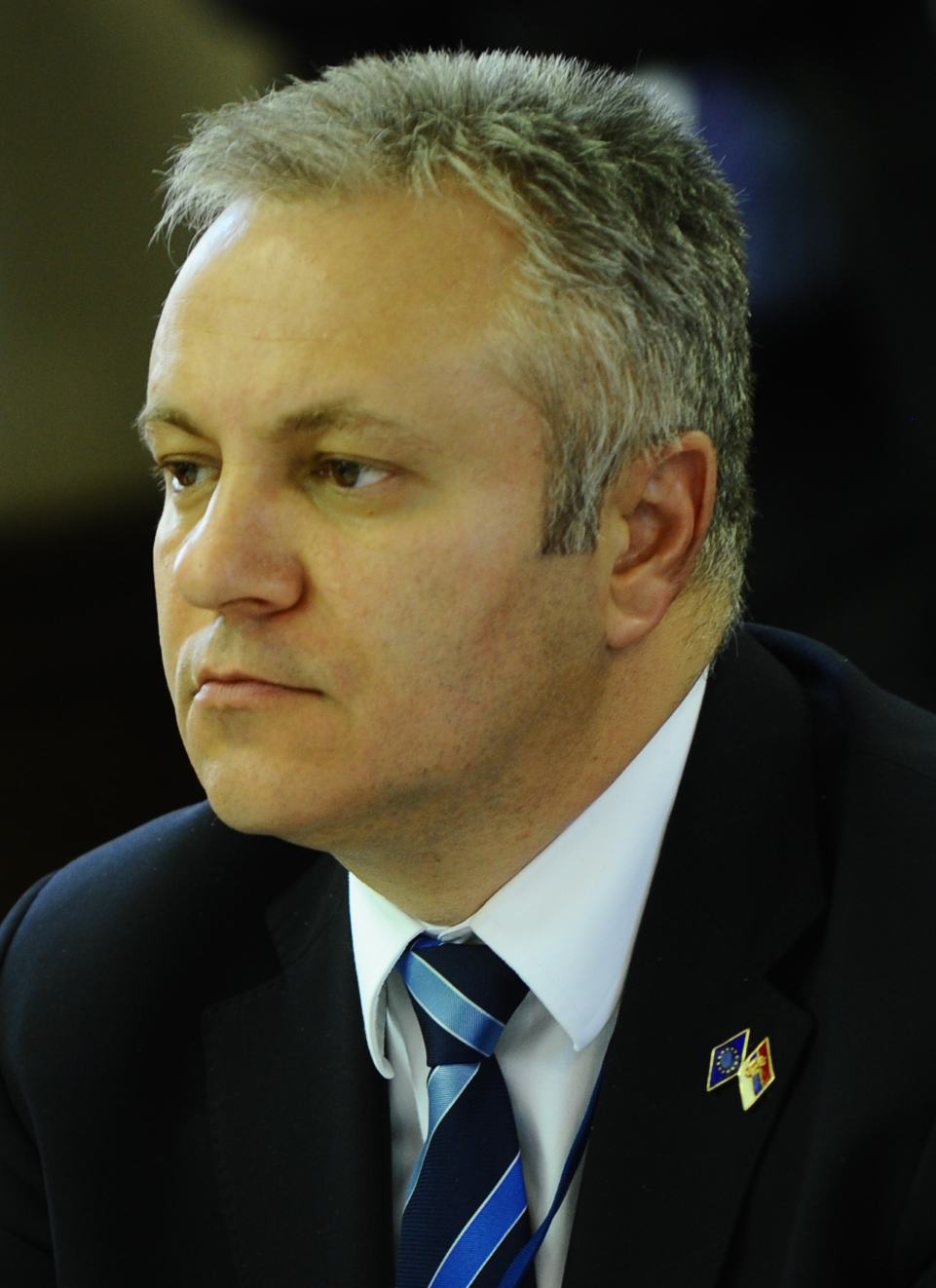
Mlađan Dinkić, último governador do Banco Nacional da Iugoslávia e primeiro governador do Banco Nacional da Sérvia

Banco Nacional do Reino dos Sérvios, Croatas e Eslovenos
- Đorđe Vajfert, 1920-1926
- Ljubomir Srećković, março-junho de 1928

Banco Nacional do Reino da Iugoslávia
- Ignjat J. Bajloni, 1928-1934
- Melko Čingrija, interino 1934-1935
- Milan Radosavljević, 1935-1939
- Dragutin K. Protić, 1939-1940

Banco Nacional Sérvio (sob ocupação)
- Milan Radosavljević, 1940-1944

Banco Nacional do Reino da Iugoslávia (governo no exílio)
- Dobrivoje Lazarević, 1941-1944

Banco Estatal Croata
- Alexander Hondl, 1941-1942
- Dragutin Toth, 1942-1944

Banco Nacional da República Socialista Federativa da Iugoslávia
- Tanasije Zdravković, Novembro 1945-Abril de 1946
- Obren Blagojević, Maio de 1946-Dezembro de 1948
- Marijan Dermastija, Janeiro de 1949-Outubro de 1951
- Sergej Kraigher, Outubro de 1951-Junho de 1953
- Vojin Guzina, Julho de 1953-Junho de 1958
- Janko Smole, Junho de 1958-Junho de 1962
- Nikola Miljanić, Junho de 1962-Maio de 1969
- Ivo Perišin, Setembro de 1969-Dezembro de 1971
- Branislav Čolanović, Março de 1972-Junho de 1977
- Ksente Bogoev, Junho de 1977-Dezembro de 1981
- Radovan Makić, Dezembro de 1981-Maio de 1986
- Dušan Vlatković, Junho de 1986-Julho de 1992

Banco Nacional da República Federal da Iugoslávia
- Vuk Ognjanović, Julho de 1992-Julho de 1993
- Borisav Atanacković, Julho-Outubro de 1993
- Dragoslav Avramović, Março de 1994-Maio de 1996
- Dušan Vlatković, Julho de 1997-Novembro de 2000
- Mlađan Dinkić, Novembro de 2000-Fevereiro de 2003